# Xenofont (escriptor)
Xenofont (Xenophon, Ξενοφῶν), fou un escriptor atenenc esmentat per Diògenes Laerci. Era germà del poeta Pitòstrat. Va escriure una biografia dels líders tebans Epaminondes i Pelòpides, i alguns altra obra.